# Цуб'єна
Цуб'єна (італ. Zubiena, п'єм. Zubien-a) — муніципалітет в Італії, у регіоні П'ємонт,  провінція Б'єлла.
Цуб'єна розташований на відстані близько 540 км на північний захід від Рима, 55 км на північний схід від Турина, 13 км на південний захід від Б'єлли.
Населення — 1226 осіб (2014).

## Демографія
Населення за роками:

Станом на 1 січня 2023 року в муніципалітеті офіційно проживало 45 іноземців з 14 країн, серед них 15 громадян країн Євросоюзу та 2 громадяни України.

## Сусідні муніципалітети
- Борріана
- Черріоне
- Маньяно
- Монграндо
- Сала-Б'єллезе
- Торраццо